# Баянополис
Баянополис (на португалски: Baianópolis) е град и община в Източна Бразилия, щат Баия, мезорегион Крайно западна Баия, микрорегион Барейрас. Според Бразилския институт по география и статистика през 2010 г. общината има 13 863 жители.